# ماركو مارتينيلي
ماركو مارتينيلي (بالإيطالية: Marco Martinelli)‏ (9 أكتوبر 1965 في إيطاليا - ) هو لاعب كرة طائرة إيطاليا في مركز وسط ‏.